# نونو گومژ
نونو گومژ (نام کامل:Nuno Miguel Soares Pereira Ribeiro) (متولد ۵ ژوئیه ۱۹۷۶ در آمارانته) بازیکن تیم ملی فوتبال پرتغال است. وی نام خود را از نام اسطوره فوتبال پرتغال یعنی فرناندو گومژ گرفته‌است.
وی سابقه عضویت در تیم‌های بوآویستا، بنفیکا، فیورنتینا، براگا و بلکبرن را دارد.